# Scenopinus saini
Scenopinus saini är en tvåvingeart som beskrevs av Kelsey 1969. Scenopinus saini ingår i släktet Scenopinus och familjen fönsterflugor.
Artens utbredningsområde är Egypten. Inga underarter finns listade i Catalogue of Life.